# Сандро Боттичелли
Са́ндро Боттиче́лли (итал. Sandro Botticelli, настоящее имя Алесса́ндро ди Мариа́но ди Ва́нни Филипе́пи (итал. Alessandro di Mariano di Vanni Filipepi); 1445, Флоренция — 17 мая 1510, Флоренция) — итальянский живописец, выдающийся мастер эпохи раннего итальянского Возрождения, представитель флорентийской школы живописи периода кватроченто, развивавшейся под патронажем семьи Медичи, он сумел разработать утончённый, элегантный стиль, предлагающий новую модель идеальной красоты и воплотивший вкусы аристократического общества того времени. На его искусство также повлияли Андреа Верроккьо и братья Антонио и Пьеро дель Поллайоло. Боттичелли — автор картин «Весна», «Венера и Марс», а также «Рождение Венеры», которые принесли художнику мировую известность.
Многие современники выдающегося живописца испытали его влияние. В то же время существует обширный круг произведений, условно приписываемых Боттичелли либо его подражателям, а также художникам, испытавшим его влияние. В 1899 году историк искусства, мастер «знаточеских» атрибуций Бернард Беренсон для обозначения круга неатрибутированных произведений, близких по стилю и манере Сандро Боттичелли, предложил использовать условное имя «Амико ди Сандро».

## Биография и творчество
Сандро Боттичелли родился во Флоренции в 1445 году на улице Виа Нуова (ныне Виа дель Порчеллана), он был младшим из четырёх сыновей, и вырос в скромной, но не бедной семье, в квартале Санта-Мария-Новелла. Его отец Мариано ди Ванни Филипепи был кожевником и имел один из своих магазинов в соседнем районе Санто-Спирито. Вся жизнь Сандро Боттичелли была связана с Флоренцией, столицей Тосканы. Здесь он родился, работал и умер.
Его брат Антонио по профессии был ювелиром, или «златокузнецом» (итал. battiloro, итал. battigello), поэтому весьма вероятно, что молодой Сандро получил свое первое образование в его мастерской, о чём упоминает и Джорджо Вазари. Однако прозвание, ставшее затем фамилией, по-видимому, вначале приписывалось другому брату Джованни, который по профессии был страховым агентом (sensale del Monte) и которого в земельном кадастре 1458 года называли из-за его профессии «боттичелло» (итал. botticello — бочонок), оно распространилось на всех членов семьи мужского пола. Распространённая версия о том, что ироничное прозвище «боттичелли» (итал. botticello) перешло к Сандро от Джованни, который был толстяком, не имеет оснований.

### Обучение мастерству (1460—1468)
В 1462 году (по некоторым источникам — около 1464 Сандро начал учиться живописи у Фра Филиппо Липпи, в мастерской которого пробыл пять лет. С 1464 по 1467 год Сандро вместе с учителем и другими учениками работал в Прато над фресками «Истории Святого Стефана и Святого Иоанна Крестителя» в главной капелле собора.
Молодой художник испытал «влияние творческой манеры учителя, сочетавшей трёхмерность передачи объёмов на плоскости с позднеготической декоративностью линейных ритмов», а также братьев Поллайоло — Антонио и Пьеро. Совместно с Пьеро дель Поллайоло работал над аллегориями Добродетелей для зала Торгового суда во Флоренции («Аллегория Силы», 1470).
В связи с отъездом Липпи в Сполето Боттичелли перешёл в мастерскую Андреа Верроккьо, куда чуть раньше поступил подмастерьем юный Леонардо да Винчи. В 1469 году Боттичелли уже работал один, о чём свидетельствует его запись в Земельной книге 1469 года, где сообщается, что он работал в собственном доме. 9 октября 1469 года Филиппо Липпи умер в Сполето, а в 1470 году Сандро открыл собственную мастерскую неподалёку от Церкви Всех Святых (одним из его учеников был сын Фра Филиппо Липпи — Филиппино)
Первые самостоятельные произведения Боттичелли — несколько изображений Мадонны — по манере исполнения демонстрируют близость к работам Липпи и Мазаччо, наиболее известны: «Мадонна с Младенцем, двумя ангелами и юным Иоанном Крестителем» (1465—1470), «Мадонна с Младенцем и двумя ангелами» (1468—1470), «Мадонна в розовом саду» (около 1470), «Мадонна Евхаристии» (около 1470).

### Ранние работы (1470—1480)
Картина «Аллегория Силы» (Fortitude), написанная в 1470 году, знаменует обретение художником собственного стиля. В 1470—1472 годах он пишет диптих об истории Юдифи: «Возвращение Юдифи» и «Нахождение тела Олоферна».
В 1472 году Боттичелли присоединился к художникам «Братства Святого Луки» (Compagnia di San Luca), так во Флоренции именовали гильдию живописцев, и призвал своего пятнадцатилетнего друга Филиппино Липпи, сына своего учителя Филиппо, сделать то же самое. Имя Сандро впервые упоминается в «Красной книге» братства. Там же указывается, что у него работает ученик Филиппино Липпи.
Картина Сандро Боттичелли «Святой Себастьян» на празднике в честь святого 20 января 1474 года с большой торжественностью была размещена на одном из столбов во флорентийской церкви Санта-Мария-Маджоре, чем объясняется вытянутый формат произведения.
Около 1475 года живописец написал для состоятельного горожанина Гаспаре дель Ламы прославленную картину «Поклонение волхвов», на которой помимо представителей семейства Медичи изобразил и самого себя (у правого края картины). Джорджо Вазари писал: «Поистине произведение это — величайшее чудо, и оно доведено до такого совершенства в колорите, рисунке и композиции, что каждый художник и поныне ему изумляется».
В это время Боттичелли становится известным и как портретист. Наиболее значительны «Портрет неизвестного с медалью Козимо Медичи Старшего» (1474—1475), а также портреты Джулиано Медичи и флорентийских дам.
26 апреля 1476 года скоропостижно от чахотки умерла Симонетта Веспуччи — по версии ряда исследователей, тайная любовь и модель целого ряда картин Боттичелли, который никогда не был женат.

### Пребывание в Риме (1481—1482)
Быстро распространявшаяся слава Боттичелли вышла за пределы Флоренции. С конца 1470-х годов художник получает многочисленные заказы. «И тогда он завоевал себе… во Флоренции и за её пределами такую славу, что папа Сикст IV, построивший капеллу в своём римском дворце и пожелавший расписать её, распорядился поставить его во главе работы».
В 1481 году папа Сикст IV призвал Боттичелли в Рим. Вместе с умбрийскими мастерами Гирландайо, Росселли и Перуджино Боттичелли украсил фресками стены папской капеллы в Ватикане, которая известна как Сикстинская капелла. После того как в 1508—1512 годах потолок и алтарную стену при папе Юлии II распишет Микеланджело, Сикстинская капелла приобретёт всемирную славу.
Цикл росписей включал создание десяти сцен, изображающих истории из жизни Христа и Моисея, и все художники следовали общим правилам изображения, чтобы работа выглядела однородной, например, использование одного и того же масштаба фигур, ритмической структуры композиции и изображения пейзажа; они также использовали золотую отделку наряду с единой хроматической гаммой, чтобы картины отражали сияние факелов и свечей. Согласно иконографической программе, задуманной Сикстом IV, различные эпизоды были расположены симметрично, чтобы обеспечить концептуальное сравнение жизни Моисея и жизни Христа дабы подтвердить преемственность божественного закона и превосходство Нового Завета над Ветхим.
Боттичелли было поручено три эпизода: «Наказание Корея, Дафана и Авирона», «Искушение Христа» и «Призвание Моисея», — а также одиннадцать портретов римских пап.
17 февраля 1482 года его контракт на работу в капелле был продлён, но 20 числа того же месяца умер отец Сандро, что вынудило его вернуться во Флоренцию, откуда он больше никогда не уезжал.

### Светские произведения 1480-х годов
Боттичелли был хорошо образован, он посещал Платоновскую академию Лоренцо Медичи Великолепного, где встречался с учёными гуманистами, поэтами и философами Марсилио Фичино, Пико делла Мирандола и Анджело Полициано, тем самым подпав под влияние философии неоплатонизма, что нашло отражение в его светских картинах.
Самое известное и самое загадочное произведение Боттичелли — «Весна» (La Primavera, 1482), написанная, как полагают исследователи, для свадебного подарка Лоренцо ди Пьерфранческо Медичи, племяннику Лоренцо Великолепного. Такие подарки были в то время обычным явлением.
Картина вместе с «Палладой и кентавром» (1482—1483) Боттичелли и «Мадонной с Младенцем» неизвестного автора предназначалась для украшения Палаццо ди Виа Ларга, а затем Виллы Кастелло, где, как сообщает Вазари, он видел картину в 1550 году.
На создание картины живописца вдохновил, в частности, фрагмент из поэмы Лукреция «О природе вещей»:

Вот и Весна, и Венера идет, и Венеры крылатый
Вестник грядет впереди, и, Зефиру вослед, перед ними
Шествует Флора-мать и, цветы на путь рассыпая,
Красками все наполняет и запахом сладким…
Ветры, богиня, бегут пред тобою; с твоим приближеньем
Тучи уходят с небес, земля-искусница пышный
Стелет цветочный ковёр, улыбаются волны морские,

И небосвода лазурь сияет разлившимся светом.
Аллегоричность «Весны» вызывает многочисленные дискуссии относительно интерпретации картины. Существует множество версий относительно интерпретации картины: философских, мифологических, религиозных, эротических.
В 1483 году флорентийский купец Антонио Пуччи заказал Боттичелли четыре картины вытянутого формата со сценами любовной истории из «Декамерона» Джованни Боккаччо о Настаджо дельи Онести.
Теме любви посвящена картина «Венера и Марс» (около 1485).
Также около 1485 года Боттичелли создал прославленную картину «Рождение Венеры».
В 1480—1490 годах Боттичелли выполнил серию иллюстраций пером к поэме Данте Алигьери «Божественная комедия» (в 1495 году он также нарисовал портрет поэта). «Рисовал Сандро исключительно хорошо и так много, что ещё долго после его смерти каждый художник старался заполучить его рисунки».

### Религиозные картины 1480-х годов
«Поклонение волхвов» (1478—1482), «Мадонна с Младенцем на троне» (алтарь Барди) (1484), «Благовещение» (1485) — религиозные работы Боттичелли этого времени являются высшими творческими достижениями живописца.
В начале 1480-х годов Боттичелли создал «Мадонну дель Маньификат» («Величание Богоматери»), картину, прославленную уже при жизни художника, о чём свидетельствуют её многочисленные копии. Она является одним из тондо Боттичелли. Подобные картины в форме круга были очень популярны во Флоренции XV века. Фоном картины является пейзаж, как и в «Мадонне с книгой» (1480—1481), «Мадонне с Младенцем, шестью ангелами и Иоанном Крестителем» (около 1485), «Мадонне с Младенцем и пятью ангелами» (1485—1490).
В 1483 году вместе с Перуджино, Гирландайо и Филиппино Липпи Сандро Боттичелли работал над фресками на вилле Лоренцо Медичи в Спедалетто близ Вольтерры.
Около 1487 года Боттичелли написал картину-тондо «Мадонна с гранатом». Красный сок граната представляет собой христианский символ пролитой крови Спасителя.

### Поздние работы (1490—1497)
В 1490 году во Флоренции появляется доминиканский монах Джироламо Савонарола, в проповедях которого звучал призыв к покаянию и отказу от грешной жизни. Савонарола считал, что художник должен трудиться только во славу Бога, обличал роскошь и культ удовольствий флорентийского двора Медичи. В карнавал 1496 года по приказу Савонаролы на площади Синьории перед Палаццо Веккьо сжигали вещи «соблазнительного содержания». В огромный костёр бросали книги, женские украшения, музыкальные инструменты, картины с изображениями обнажённых богинь. Боттичелли поддался проповедям неистового монаха, и бросил в костёр многие прежние картины. «Весна» и «Рождение Венеры» уцелели лишь потому, что находились в собственности заказчика Лоренцо ди Пьерфранческо Медичи и были ему недоступны.
Стиль живописи Боттичелли с тех пор резко изменился, он стал аскетичным, даже жёстким, с преобладанием тёмных тонов. Новый подход художника к созданию произведений хорошо заметен в «Короновании Марии» (1488—1490), «Оплакивании Христа» (1490) и ряде изображений Мадонны с Младенцем. Портреты, созданные художником в это время, например портрет Данте (около 1495), лишены пейзажных или интерьерных фонов.
Особенно заметны изменения стиля при сравнении «Юдифи, покидающей палатку Олоферна» (1485—1490) с созданной приблизительно за двадцать пять лет до того картиной на тот же сюжет.
В 1491 году Боттичелли участвовал в работе комиссии по рассмотрению проектов фасада собора Санта-Мария-дель-Фьоре. Единственной картиной на светскую тему того периода стала аллегорическая композиция «Клевета Апеллеса» (около 1495).

### Последние произведения (1498—1510)
В 1498 году Савонарола был схвачен, обвинён в ереси и приговорён к смерти. Эти события глубоко потрясли Боттичелли. В 1500 году он создал «Мистическое Рождество» — единственное подписанное и датированное им произведение, где имеется сделанная по-гречески надпись:
«Эту картину я, Алессандро, написал в конце 1500 года в неурядицах Италии в половине времени после времени, когда исполнится [сказанное в главе] одиннадцатой Иоанна, о втором горе Апокалипсиса, в то время, когда дьявол на три с половиной года был выпущен. Затем он был закован в кандалы в соответствии с двенадцатой, и мы увидим его [попранным на земле], как на этой картине».
Среди последних немногих работ художника этого периода — сцены из историй римлянок Виргинии и Лукреции, а также «Сцены из жизни Св. Зиновия».
В 1504 году живописца пригласили к работе в комиссии известных флорентийских художников, которая должна была выбрать место для установки статуи «Давида» работы Микеланджело Буонарроти.
Боттичелли «отошёл от работы и в конце концов постарел и обеднел настолько, что если бы о нём не вспомнил, когда ещё был жив, Лоренцо деи Медичи, для которого он, не говоря о многих других вещах, много работал в малой больнице в Вольтерре, а за ним и друзья его, и многие состоятельные люди, поклонники его таланта, он мог бы умереть с голоду».
17 мая 1510 года, на 66-м году жизни, Сандро Боттичелли скончался. Живописец был похоронен в церкви Всех Святых во Флоренции, как он и завещал «в ногах» своей возлюбленной Симонетты Веспуччи. В боковом приделе церкви находится семейная капелла Веспуччи. В углу капеллы в пол вмонтирована круглая плита с памятной надписью, сообщающей, что здесь в 1510 году похоронен Алессандро Филипепи (настоящее имя художника).

## Особенности стиля и интерпретации творчества Боттичелли
Боттичелли был слабого здоровья, даже тщедушным, по характеру интровертным. По сообщению Вазари состояние души Боттичелли «было странное, нервозное». Его необычное искусство представляет собой отклонение от основного течения искусства итальянского и, в частности, тосканского кватроченто, ориентированного на ясную, рациональную художественную форму. Именно поэтому индивидуальный стиль живописи Боттичелли был так близок ретроспективизму интернациональной готики.

В лучших картинах Боттичелли: «Весна» и «Рождение Венеры», навеянных аллегорическими образами поэзии Анджело Полициано, черты его индивидуального стиля проявились наиболее полно. Чистая поэзия сочетается в этих произведениях с болезненной надломленностью, даже вычурностью и загадочностью композиции, лиричность с экспрессивностью, локальность цветовых отношений, орнаментальная «ковровость» в традициях средневековых мильфлёров с острым гротескным рисунком и типично готической жёсткой прорисовкой контуров
.
Знаменитый мастер стилевых атрибуций Бернард Беренсон так описал стиль живописи Сандро Боттичелли:

Некрасивый и непривлекательный в своём творчестве художник, часто неправильный в рисунке и редко приятный по колориту, с болезненными образами и мучительно взвинченными чувствами… Выросший в кватроченто, время господства натурализма в живописи, Боттичелли противопоставил ему утончённый идеализм… Европейская живопись никогда не знала художника, который был бы настолько равнодушен к предмету своего изображения и настолько бы стремился к изобразительности… В самом деле, сам сюжет и даже его изображение были так безразличны Боттичелли, что он кажется нам одержимым идеей воплощать то, что невоплотимо, — отвлечённые элементы осязания и движения. Для этого он пользуется пластикой линий, почти не связанных своей зрительной динамикой с реальными объектами изображения
.
«…Что отличает творчество Сандро Боттичелли от манеры его современников — мастеров кватроченто, да, впрочем, и живописцев всех времён и народов? Это особая певучесть линии в каждой из его картин, необычайное чувство ритма, выраженное в тончайших нюансах и в прекрасной гармонии его „Весны“ и „Рождения Венеры“. Колорит Боттичелли музыкален, в нём всегда ясен лейтмотив произведения. Мало у кого в мировой живописи так звучит пластика линии, движения и взволнованного, глубоко лирического, далёкого от мифологического или иных схем сюжета. Художник сам режиссёр и композитор своих творений. Он не пользуется ходульными канонами, потому его картины так волнуют современного зрителя своей поэзией и первичностью мировидения».
Эта отвлечённая музыкальность линий, силуэтов и является характерным качеством боттичеллиевского стиля. Иногда его определяют как «линеарно-декоративный». Но сущность его гораздо глубже. Она иррациональна и мистична. Сюжет для Боттичелли — лишь либретто его пластических симфоний. «Этот стиль отражает эфемерный неоплатонический идеал интеллектуальной чувственности, воспевавшийся поэтами кружка Лоренцо Великолепного. Подобное мнимое сладострастие стало тяжкой ношей для художника, может быть, от этого он не устоял перед проповедями Савонаролы».
Стиль Боттичелли глубоко религиозен и интимен, поэтому у него, как у Леонардо да Винчи, не могло быть истинных преемников, а только подражатели. Удивительная красота живописи Боттичелли вдохновляла многих художников последующих времён, прежде всего прерафаэлитов. По мнению А. Н. Бенуа «Сандро не идёт в свите других, но, соединив в себе весьма многое, что было разбросано, он с удивительной полнотой отражает идеалы своего времени. Не только нам нравится он, но большим успехом пользовался он и у своих современников. Его чисто личное искусство отразило лицо века. В нём, как в фокусе, соединилось всё, что предшествовало тому моменту культуры, и всё, что тогда составляло „настоящее“».
П. П. Муратов в «Образах Италии» утверждал, что «Рождение Венеры» Боттичелли «лучшая из всех картин на свете… Она поражает совершенным единством произведения, в котором ничего нельзя ни прибавить, ни убавить… Оно не может быть переложено ни в слова, ни даже в звуки музыки, оно слишком отвлечённо для этого», «беспокойная душа» художника уже «утратила гармонию мира так же, как утратили её мы. Поэтому он так близок нам».
Саломон Рейнах, напротив, считал, что Боттичелли «неврастеник» и может нравиться только неврастеникам своей вычурностью и чрезмерной сладостью".

## Галерея
- Мадонна с Младенцем и Иоанном Крестителем. Между 1470 и 1475. Дерево, темпера, масло. Лувр, Париж
- Аллегория силы. Ок. 1470. Дерево, темпера. Уффици, Флоренция
- Портрет неизвестного с медалью Козимо Медичи. 1474—1475. Дерево, темпера. Уффици, Флоренция
- Портрет Джулиано Медичи. Между 1478—1482. Дерево,темпера. Национальная галерея искусства, Вашингтон
- Портрет Симонетты Веспуччи в образе нимфы. Между 1480 и 1485. Дерево, темпера, масло. Штеделевский художественный институт, Франкфурт-на-Майне
- Венера и Марс. Ок. 1485. Дерево, темпера, масло. Национальная галерея, Лондон
- Мадонна с гранатом. 1477. Дерево, темпера. Уффици, Флоренция
- Благовещение. Между 1489 и 1490. Дерево, темпера. Уффици, Флоренция
- Оплакивание Христа. Между 1490 и 1492. Дерево, темпера. Старая пинакотека, Мюнхен
- Портрет Данте. Ок. 1495. Холст, темпера. Частное собрание
- Последнее чудо и смерть Св. Зиновия (из цикла «Сцены из жизни Святого Зиновия»). 1500. Дерево, темпера. Галерея старых мастеров, Дрезден
- Мистическое Распятие. Между 1497 и 1500. Дерево, темпера, масло (переведена на холст). Художественный музей Фогга, Кембридж, Массачусетс, США
- Паллада и Кентавр. 1482. Холст, темпера. Уффици, Флоренция

## Память
В честь Боттичелли назван кратер на планете Меркурий.

## Фильмы
- Сандро Боттичелли является персонажем фильма «Фламандские секреты[фр.]» («Тайны фламандцев») 1974 г.
- 2009 — Секреты Весны Боттичелли / I Segreti della Primavera / I Misteri della Primavera (реж. Алессандра Джиганте / Alessandra Gigante)
- Сандро Боттичелли появляется в сериале «Великолепные Медичи» (2018 г.) в исполнении Себастьяна де Соузы.